# Lijst van voetbalinterlands Botswana - Mauritius (vrouwen)
Deze lijst van voetbalinterlands is een overzicht van alle officiële voetbalinterlands tussen de nationale vrouwenteams van Botswana en Mauritius. De landen hebben tot nu toe vier keer tegen elkaar gespeeld. 

## Wedstrijden
| № | Plaats         | Datum           | Competitie                       | Wedstrijd            | Uitslag |
| - | -------------- | --------------- | -------------------------------- | -------------------- | ------- |
| 1 | Lobatse        | 5 maart 2016    | Afrika Cup 2016 kwalificatie     | Botswana − Mauritius | 7 − 0   |
| 2 | Curepipe       | 19 maart 2016   | Afrika Cup 2016 kwalificatie     | Mauritius − Botswana | 0 − 4   |
| 3 | Ibhayi         | 3 augustus 2019 | COSAFA Women's Championship 2019 | Mauritius − Botswana | 0 − 3   |
| 3 | Port Elizabeth | 26 oktober 2024 | COSAFA Women's Championship 2024 | Botswana − Mauritius | 5 − 0   |

## Samenvatting
| Competitie                  | Totaal gespeeld | Winst Botswana | Gelijk | Winst Mauritius | Doelsaldo Botswana – Mauritius |
| --------------------------- | --------------- | -------------- | ------ | --------------- | ------------------------------ |
| Afrika Cup kwalificatie     | 2               | 2              | 0      | 0               | 11 − 0                         |
| COSAFA Women's Championship | 2               | 2              | 0      | 0               | 8 − 0                          |
| Totaal                      | 4               | 4              | 0      | 0               | 19 − 0                         |